# Jacob Viner
Pour les articles homonymes, voir Viner.
Jacob Viner (né à Montréal en 1892 et décédé en 1970) est un économiste canadien, naturalisé américain. Il a apporté des contributions majeures en économie internationale, en histoire de la pensée économique, et sur la théorie de la firme.
Il a surtout enseigné à l'Université de Chicago (1916–1917 et 1919–1946) et à l'Université de Princeton (1946–1960).
Viner est un des pionniers de la Théorie de la firme, et est le premier à avoir distingué les courbes des coûts entre court terme et long terme. En 1937, il publie Studies in the Theory of International Trade, la première histoire intellectuelle du commerce international. Dans The Customs Union Issue (1950), il analyse les unions douanières et fait la distinction entre les effets d'augmentation du commerce et les effets de diversion.
Il a écrit une longue et célèbre introduction à la biographie d'Adam Smith par John Rae.
Bien qu'il ait longtemps enseigné à Chicago, Viner n'était pas membre de l'École de Chicago, dont il ne partageait pas les vues sur le marché.